# Haplothrips setiger
Espèce
Haplothrips setiger est une espèce d'insectes thysanoptères de la famille des Phlaeothripidae, sous-famille des Phlaeothripinae, originaire d'Europe.

## Systématique
L'espèce Haplothrips setiger a été initialement décrite en 1921 par l'entomologiste autrichien Hermann Priesner (d) (1891-1974) comme étant une variété d’Haplothrips trifolii sous le taxon Haplothrips trifolii var setiger.

## Synonymes
Selon EUNIS :
- Haplothrips kraussei Priesner, 1928
- Haplothrips plumociliatus Maltbaek, 1931
- Haplothrips sedicola Bagnall, 1933
- Haplothrips uzelianus Bagnall, 1933
- Haplothrips tenuicornis Bagnall, 1933
- Haplothrips canariensis Priesner, 1933
- Haplothrips inulae Priesner, 1936

## Publication originale
- (de) Dr H Priesner, « HAPLOTHRIPS ,STUDIEN », Treubia, Jakarta, Inconnu, vol. 2, no 1,‎ 1921, p. 1-20 (ISSN 0082-6340 et 2337-876X, OCLC 1716369, lire en ligne).